# 冨澤有爲男

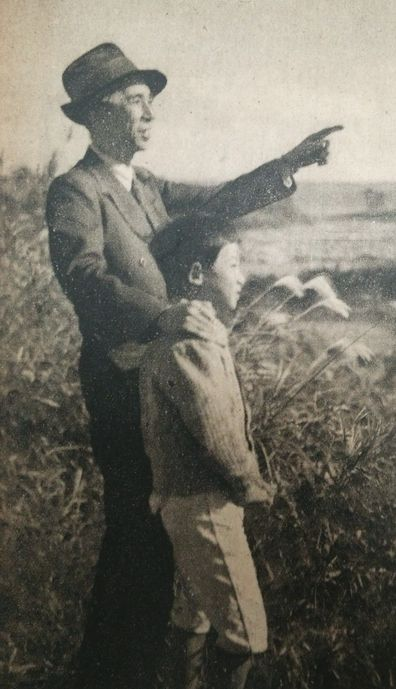
1947年

冨澤 有爲男（とみさわ/とみざわ ういお、1902年3月29日 - 1970年1月15日）は、日本の作家、画家。

## 経歴
大分県大分市生まれ。父・冨澤久蔵は中学校の英語教師をしており、転勤の都合により全国に移り住む。やがて幼年期より名古屋市で過ごす。旧制東海中学校卒業。東京美術学校に進学して絵画だけでなく文学についても学ぶが1年で中退し、漫画記者として新愛知新聞（現在の中日新聞）に入社する。
1921年より2年連続で帝展に入選し、1927年にはフランスへ1年間留学し絵画を学んだが、その側で作家としての活動も行い1925年に同人誌『鷲の巣』を創刊している。1930年に結婚し、東京市牛込区天神町（当時）へ移住すると、次第に作家としての活躍が認められるようになり、1936年8月に発表した『地中海』で翌1937年2月に芥川賞を受賞した。
1942年には陸軍の報道班員となり、従軍作家としてインドネシアに1年間赴く。帰国後の1945年に自宅が空襲で全焼したため、福島県双葉郡広野町に疎開するが、終戦後も東京には戻らず、晩年まで広野町で暮らしていた。1970年1月東京での静養中に心臓衰弱で死去。68歳。

## 作風
当初は純文学だけでなく、画家でもあったことから美術論評も執筆したが、戦前から戦時中は国策協力として戦記小説を多く書き、戦後はもっぱら児童読物と外国文学の児童向け翻訳が主となった。

## 関連人物など
母方の従兄弟である岡田三郎助が東京美術学校にいたことから師事して絵画を学んだが、三郎助夫人の岡田八千代から文学も学んでいた。その後佐藤春夫の知遇を得て小説を書くようになり、同人誌『鷲の巣』には佐々木弘之、小林理一、坪田譲二、井伏鱒二らが参加している。
戦時中には寺内大吉が富沢の下へ訪れ事実上の弟子となり、富沢が福島に移住してからも寺内は富沢に会うため度々福島を訪れたが、富沢は寺内に文学だけでなく競輪も教え、共に現地の競輪場へ赴いたりもしていた。後に富沢が亡くなった際、寺内は僧侶・成田有恒として自ら富沢を葬っている。
なお富沢の長男は陸上幕僚長を務めた冨澤暉である。

## 著書
- 『漂ふ草花』（那須書房） 1935
- 『鹽原多助』（小山書店、少年少女世界文庫） 1936
- 『新選純文学叢書 地中海・法廷』（新潮社） 1937
- 『ロンバルデイア』（東陽社） 1937
- 『愛情部隊』（中央公論社） 1938
- 『新小説選集 法律の轍』（春陽堂） 1938
- 『作家自選短篇小説傑作集 夫婦 他五篇』（人文書院） 1939
- 『東洋 第1部』（にっぽん書房） 1939
- 『新しい小説とそのあり方』（日本文章学会） 1941
- 『軍人村長』（平凡社） 1941
- 『白薔薇夫人』（小学館） 1941
- 『芸術論』（平凡社） 1942
- 『ふるさと』（桜井書店） 1942
- 『民族の祭典』（大都書房） 1942
- 『凍土』（小学館） 1942
- 『黒竜江の口笛』（金の星社） 1942
- 『ジャワ文化戦』（日本文林社） 1943
- 『光のジャワ』（同光社、少国民南方読本） 1944
- 『愛の画廊』（藤田書店） 1947
- 『珠のゆくえ 光と風』（偕成社） 1948
- 『少年富豪 人喰鮫』（偕成社） 1948
- 『双葉日記』（偕成社） 1949
- 『貝がらの願い』（講談社） 1949
- 『折れた相思樹』（大日本雄弁会講談社） 1952
- 『これが人生だ』（東京文芸社） 1957
- 『白い壁画』（大日本雄弁会講談社） 1957
- 『人喰鮫』（講談社、ロマン・ブックス） 1959
- 『侠骨一代』（講談社、ロマン・ブックス） 1959

## 翻訳（一部）
- 『偉大なる王（ワン）』（ニコライ・バイコフ、小学館） 1943
- 『ケティー物語』（クーリッジ、偕成社） 1953
- 『くろうま物語』（アンナ・シュウエル、偕成社） 1956
- 『美しいポリー』（ルイザ・メイ・オルコット、偕成社） 1959
- 『コルネリの幸福』（ヨハンナ・スピリ、偕成社） 1959
- 『クオレ』（エドモンド・デ・アミーチス、小学館） 1960
- 『子鹿物語』（マージョリー・キナン・ローリングス、偕成社） 1960
- 『制服の処女』（ウィンスローエ、偕成社） 1961